# Mojęcice

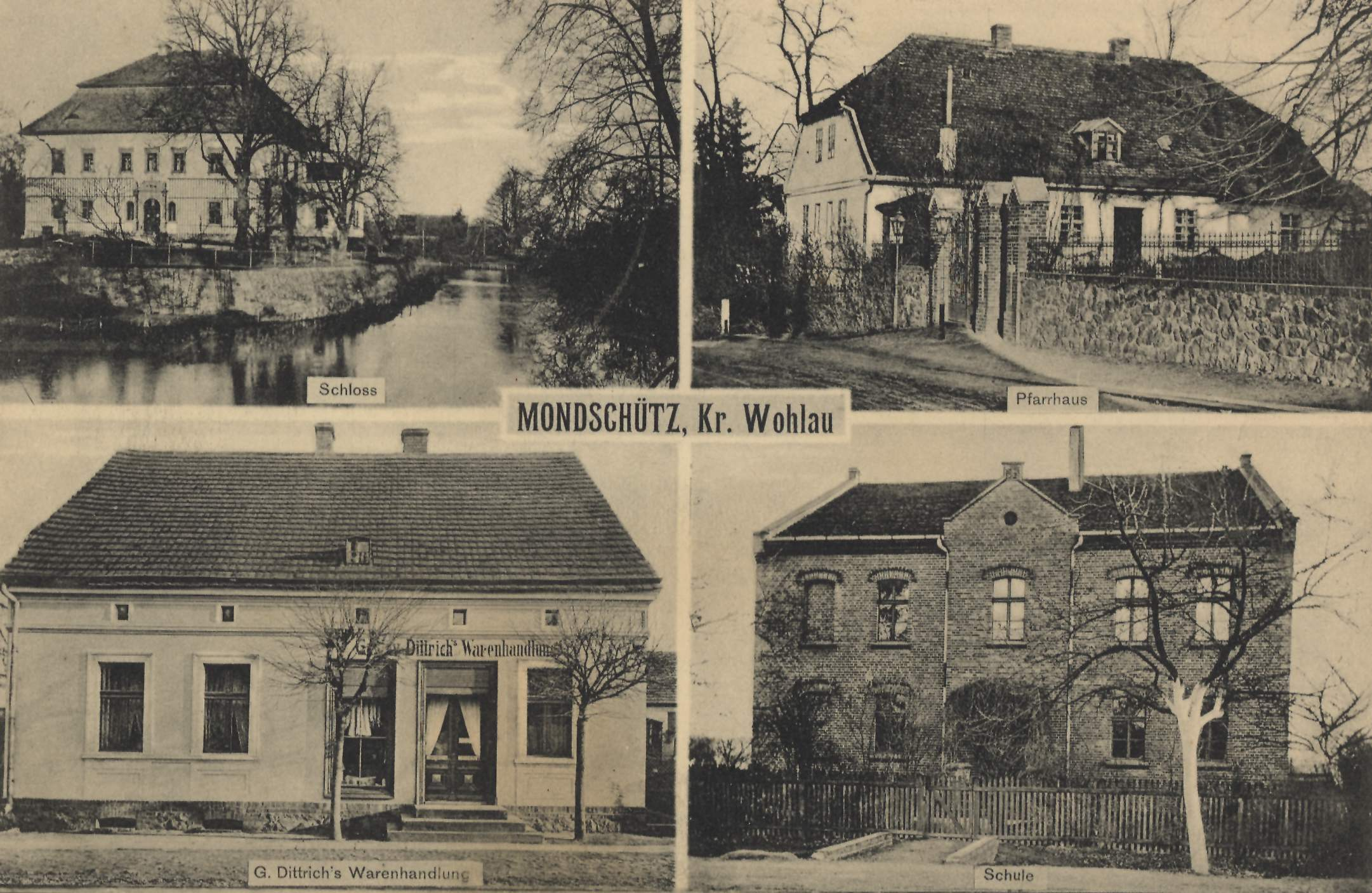
Ansichtskarte

Mojęcice (deutsch Mondschütz) ist ein Dorf in der Gemeinde Wołów (Wohlau) in der Woiwodschaft Niederschlesien in Polen.

## Lage
Nachbarorte sind Krzydlina Mała (Klein Kreidel) im Westen, Stobno (Stuben) im Südosten, Wołów (Wohlau) im Nordosten.

## Geschichte
Mondschütz wurde 1202 erstmals urkundlich erwähnt. In einer Urkunde des Kardinals Johann zu St. Markus von 1376 wird ein „rector ecclesie in Moyenczicz“ erwähnt. Besitzer waren: 1317 Peter Stosch, 1469 Melchior von Stosch, bei dessen Familie es bis 1747 verblieb. Darauf kaufte das Gut Heinrich von Kottwitz und 1780 der Kriegs- und Forstrat Otto Sigmund von Köckritz.
Nach dem Ersten Schlesischen Krieg 1742 fiel Mondschütz mit dem größten Teil Schlesiens an Preußen. 1787 zählte das Dorf zwei herrschaftliche Vorwerke (einschließlich das Vorwerk Kanthen), ein Schloss, eine evangelische Kirche, eine Pfarrwohnung, ein Schulhaus, 21 Bauern, 36 Gärtner, 24 Häusler, zwei Windmühlen, zwei Gemeindehäuser und 496 Einwohner. 1845 waren 1845 waren es 115 Einwohner, ein herrschaftliches Schloss und Vorwerk, 776 überwiegend evangelische Einwohner (45 katholisch), eine evangelische Pfarrkirche, eingepfarrt: Mondschütz mit Kanthen, Reudchen und Schöneiche, gastweise: Gleinau, Groß- und Klein-Kreidel, Stuben und Bischofsau; eine evangelische Schule nur für den Ort mit einem Lehrer, katholische Kirche zu Stuben, drei Windmühlen, eine Brennerei, eine Ziegelei, eine Kalkbrennerei, 13 Handwerker und sieben Händler.
Mondschütz gehörte bis 1945 zum Landkreis Wohlau. Als Folge des Zweiten Weltkriegs fiel Mondschütz mit fast ganz Schlesien 1945 an Polen. Nachfolgend wurde es durch die polnische Administration in Mojęcice umbenannt. Die deutschen Einwohner wurden, soweit sie nicht schon vorher geflohen waren, vertrieben. Die neu angesiedelten Bewohner stammten teilweise aus Ostpolen, das an die Sowjetunion gefallen war.

## Sehenswürdigkeiten
- Filialkirche St. Maria Rosenkranz
- Schloss Mondschütz